# Regeringen Sehested
Regeringen Sehested var Danmarks regering 27. april 1900 – 24. juli 1901.
Den bestod af følgende ministre:
- Konseilspræsident og Udenrigsminister: Hannibal Sehested
- Finansminister: H. William Scharling
- Indenrigsminister: Ludvig E. Bramsen
- Justitsminister og Minister for Island: A.H.F.C. Goos
- Minister for Kirke- og Undervisningsvæsenet: J.J.K. Bjerre
- Krigsminister: J.G.F. Schnack
- Marineminister: C.G. Middelboe
- Minister for offentlige arbejder: C.F.A. Juul-Rysensteen
- Landbrugsminister: F. Friis